# Provincia di Karuzi
La provincia di Karuzi è una delle 18 province del Burundi con 436 443 abitanti (censimento 2008).
Prende il nome dal suo capoluogo Karuzi.

## Geografia antropica

### Suddivisioni amministrative
La provincia è suddivisa in 7 comuni:
- Bugenyuzi
- Buhiga
- Gihogazi
- Gitaramuka
- Mutumba
- Nyabikere
- Shombo

## Codici
- Codice HASC: BI.KR
- Codice ISO 3166-2: KR
- Codice FIPS PUB 10-4: BY14